# Observatorio Astronómico de Capodimonte
El Observatorio Astronómico de Capodimonte (en italiano, Osservatorio Astronomico di Capodimonte, OACN) es la más antigua institución científica de astronomía de la ciudad de Nápoles y de Italia. Es el departamento napolitano del Instituto Nacional de Astrofísica (INAF). Su código UAI es el 044.
El Observatorio está situado en la colina de Capodimonte, con preciosas vistas de la ciudad y del Golfo de Nápoles, desde el Vesubio a Castel Sant'Elmo, pasando por Sorrento y la isla de Capri. 
Participa en varios relevantes proyectos e investigaciones internacionales, como Solar Orbiter y ExoMars, estudios de las ondas gravitacionales y desarrollo de instrumentos de observación para el ELT, la nueva generación de telescopios de grandes dimensiones.
Además, desempeña un papel importante en promover y difundir la cultura científica y los conocimientos astronómicos en la sociedad. A tal efecto, alberga servicios de divulgación como un planetario y un telescopio Ritchey-Chrétien de 40 cm. Posee una importante colección de antiguos instrumentos astronómicos exhibidos en el Museo de los instrumentos astronómicos (MuSA), y una Biblioteca que alberga más de 36.000 volúmenes, entre los que destacan raros y valiosos libros antiguos conservados en la vieja librería.
En el Parque del Observatorio está caracterizado por la presencia de obras e instalaciones de arte contemporáneo.

## Historia

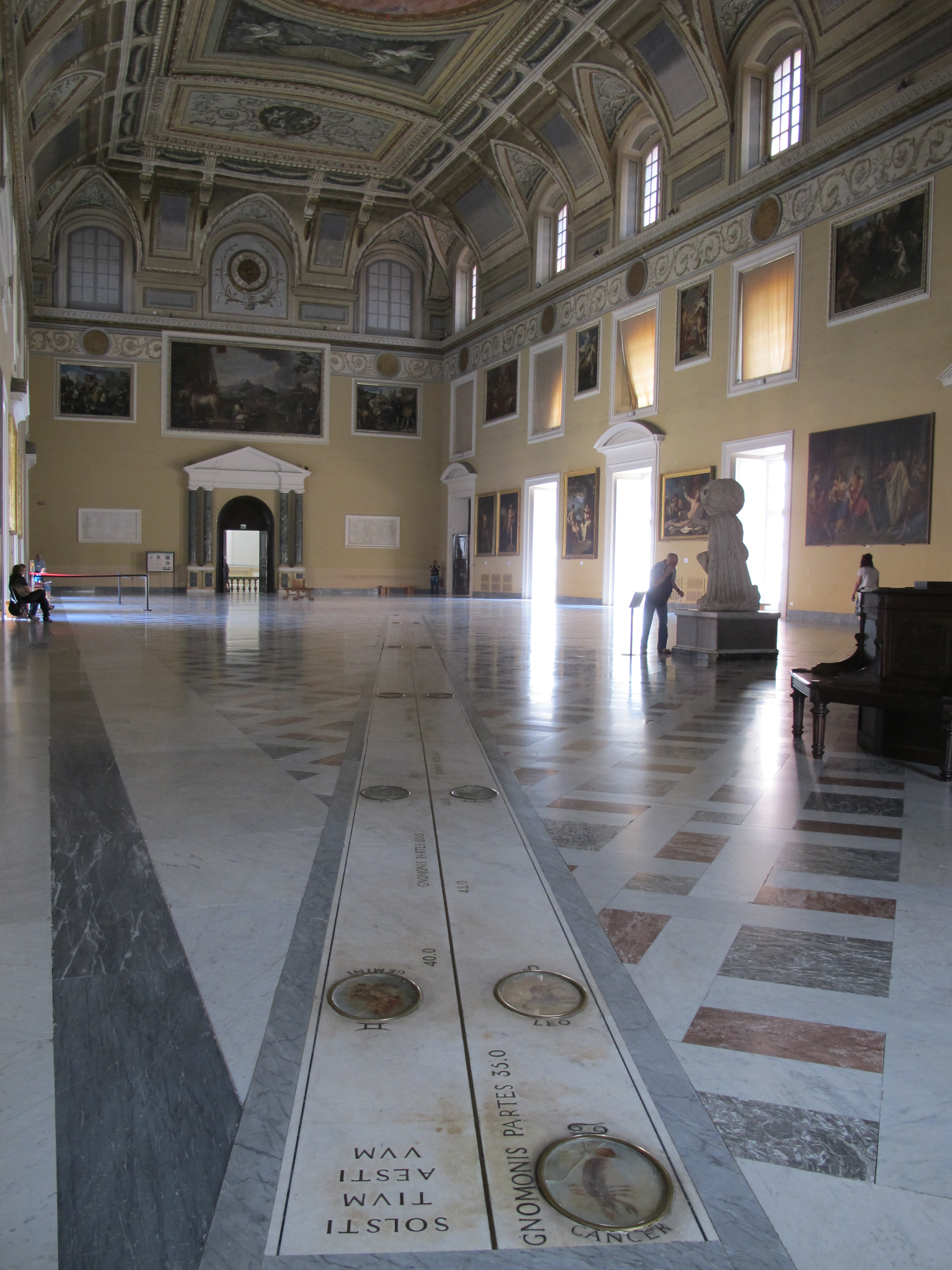
El reloj de sol en el Museo Arqueológico de Nápoles.

El Observatorio Astronómico fue fundado por José Bonaparte, con un decreto del 29 de enero de 1807, en el antiguo monasterio de San Gaudioso a Caponapoli. Antes de su fundación, ya en 1751 se pensó en establecer un observatorio en Nápoles, primero en el complejo militar de Pizzofalcone y luego, el 28 de marzo de 1791, el rey Fernando accedió a que se creara uno en el ala noreste del actual Museo Arqueológico. El sitio no fue considerado adecuado y del antiguo proyecto del arquitecto Pompeo Schiantarelli y del astrónomo Giuseppe Cassella se realizó sólo el reloj de sol en el salón central del edificio.
El mismo Cassella fue el primer director del Observatorio napolitano. Cuando Joaquín Murat se volvió rey de Nápoles, aprobó la fundación de un nuevo Observatorio en la colina Miradois, no lejos del Palacio Real de Capodimonte. El astrónomo Federigo Zuccari y el arquitecto Stefano Gasse concibieron un edificio monumental en estilo neoclásico, el primero en ser diseñado en la capital del Reino de Nápoles. El 4 de noviembre de 1812 fue puesta la primera piedra del nuevo Observatorio con una ceremonia solemne presidida por el ministro del Interior Giuseppe Zurlo. Definido por el astrónomo Franz Xaver von Zach «El Vesubio de la Astronomía erupcionando oro», el nuevo Observatorio fue equipado con una colección más avanzada de nuevos telescopios, como el telescopio equatorial Fraunhofer con un objetivo de 17,5 cm, el más grande jamás realizado hasta entonces, y dos círculos de reflexión construidos por la empresa Reichenbach & Utzschneider de Múnich.
En 1812 Zuccari creó también una librería astronómica en el Observatorio de San Gaudioso. En cuatro años la colección aumentó de 195 a 620 libros. Zuccari adquirió algunos de estos libros del astrónomo Johann Elert Bode, del secretario de la embajada napolitana en Viena Severo Gargani y de los libreros parisinos Borel y Pichard.

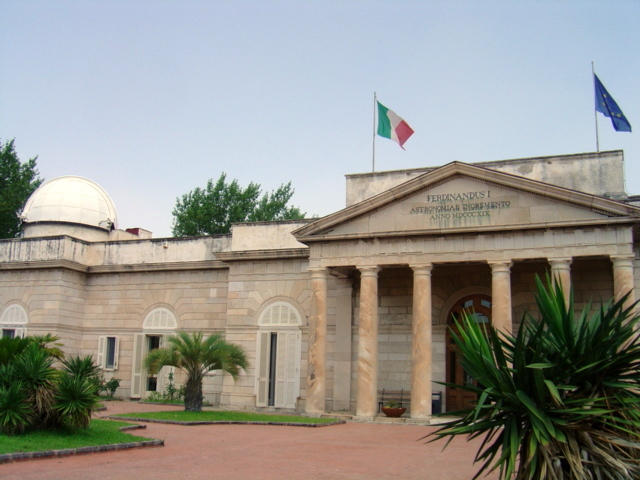
Fachada del Observatorio en estilo neoclásico.

A mitad de 1815, Fernando de Borbón volvió a ser el rey de Nápoles y llamó al astrónomo Giuseppe Piazzi para supervisar la conclusión de las obras con la ayuda de Pietro Bianchi, el arquitecto de la Basílica de San Francisco de Paula. El nuevo Observatorio se terminó de construir en otoño de 1819. El astrónomo Carlo Brioschi llevó a cabo la primera observación en la torre este en la noche del 17 de diciembre de 1819, observando la estrella α Cassiopeiae.
A partir de 1912, bajo la dirección de Azeglio Bemporad, los astrónomos de Capodimonte empezaron a interesarse en la nueva disciplina de la astrofísica, integrándose en un circuito de trabajo internacional.
En 2012, año del bicentenario de su fundación, una colaboración entre el Observatorio y el ESO llevó a la realización del VST, el telescopio más grande del mundo diseñado exclusivamente para rastrear el cielo con luz visible.

## Organización
- Laboratorio de física solar
- Laboratorio de física cósmica y planetología
- Laboratorio de física estelar
- Laboratorio de física de las galaxias y cosmología
- Laboratorio de tecnologías de la Tierra
- Laboratorio de tecnologías espaciales
- Actividad de transferencia de tecnología

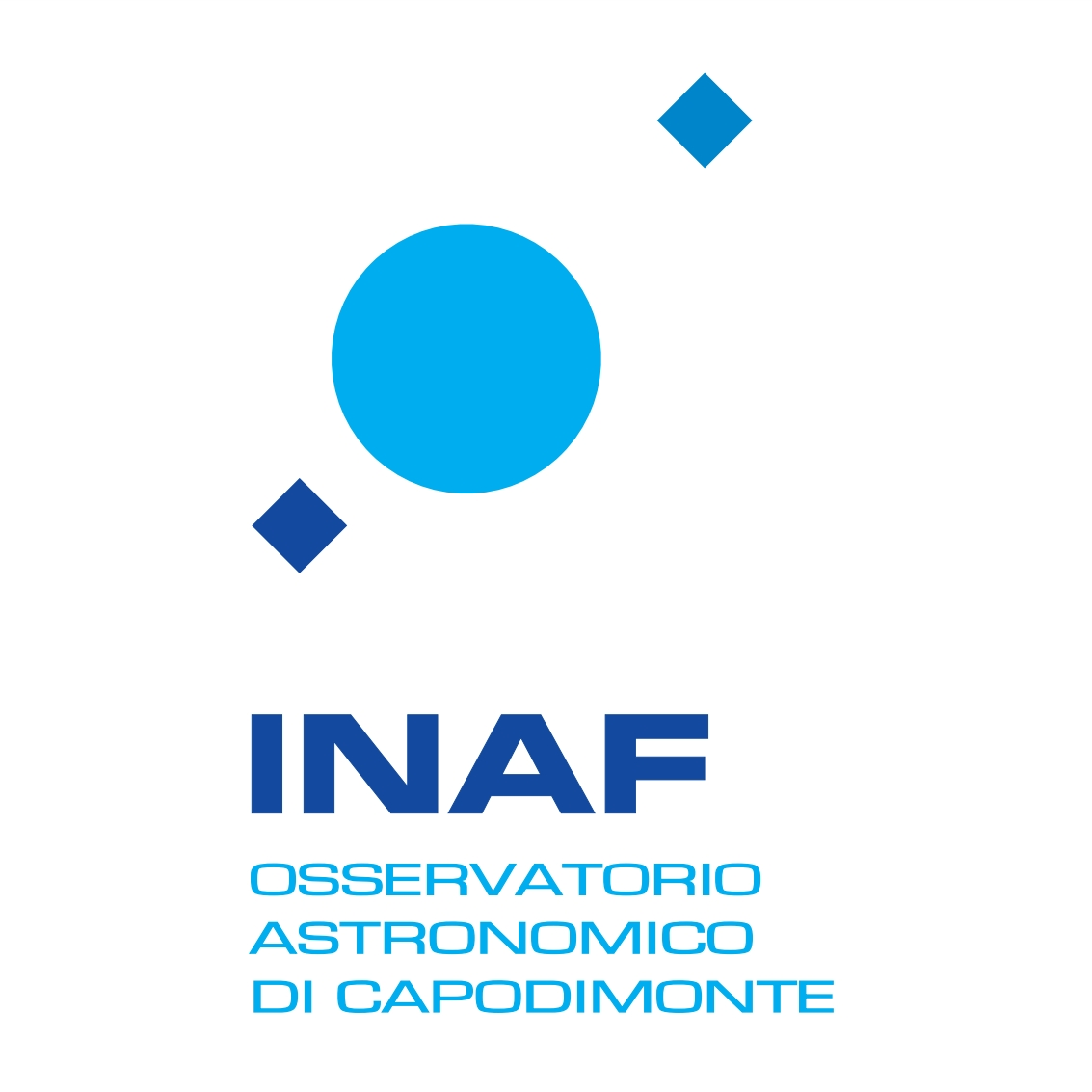
Logotipo vertical del Observatorio

- Actividad de educación superior
- Actividad de divulgación[7]

## Directores
- Giuseppe Cassella (1791-1808)
- Ferdinando Messia de Prado (1809-1810)
- Federigo Zuccari (1811-1817)
- Carlo Brioschi (1817-1833)
- Ernesto Capocci (1833-1850)
- Leopoldo Del Re (1850-1855) interim
- Leopoldo Del Re (1855-1860)
- Ernesto Capocci (1860-1864)
- Annibale de Gasparis (1864-1889)
- Emmanuele Fergola (1889-1909)
- Francesco Contarino (1910-1912)
- Azeglio Bemporad (1912-1932)
- Luigi Carnera (1932-1948)
- Attilio Colacevich (1948-1953)
- Tito Nicolini (1953-1955) incaricato
- Massimo Cimino (1955-1957)
- Tito Nicolini (1957-1969)
- Mario Rigutti (1969-1992)
- Massimo Capaccioli (1993-2005)
- Luigi Colangeli (2005-2010)
- Massimo Della Valle (2010-2017)
- Marcella Marconi (2018-2023)
- Pietro Schipani (2024- )